# Anopheles nigerrimus
Anopheles nigerrimus este o specie de țânțari din genul Anopheles, descrisă de Giles în anul 1900. Conform Catalogue of Life specia Anopheles nigerrimus nu are subspecii cunoscute.